# Trung Hoa hùng lập vũ trụ gian
"Trung Hoa hùng lập vũ trụ gian" (中華雄立宇宙間) hay "Trung Quốc hùng lập vũ trụ gian" (giản thể: 中国雄立宇宙间; phồn thể: 中國雄立宇宙間; bính âm: Zhōngguó xióng lì yǔzhòujiān) là quốc ca của Trung Hoa Dân Quốc (sử dụng 1915–1921) và Đế quốc Trung Hoa.

## Lịch sử
Bài hát được Văn phòng Nghi thức (禮制館, Lễ chế quán) ban hành tháng 5/1915 là quốc ca Trung Hoa Dân Quốc và được chấp thuận từ 23/5/1915. Lời bài hát được sáng tác bởi Ấm Xương (廕昌) và nhạc được sáng tác bởi Vương Lộ (王露).
Sau khi Viên Thế Khải tuyên bố là Hoàng đế Trung Quốc tháng 12/1915, lời bài hát được thay đổi và trở thành quốc ca Đế quốc Trung Hoa. Lời bài hát được sửa đổi năm 1916 sau khi Viên Thế Khải chết và được thay thế bởi Trương Tác Lâm. Ca khúc được thay thế bởi Khanh Vân Ca ngày 31/3/1921 làm quốc ca.

## Lời

### Lời bài hát gốc trong thời Trung Hoa Dân Quốc (5-12/1915)
| Trung Quốc giản thể                                                                   | Hán Việt | Tiếng Việt |
| ------------------------------------------------------------------------------------- | --- | --- |
| 中國雄立宇宙間， 廓八埏， 華冑來從崑崙巔， 江湖浩蕩山綿連， 五族共和開堯天， 億萬年。 | Trung Quốc hùng lập vũ trụ gian, Khuếch bát diên, Hoa trụ lai tòng Côn Luân điên, Giang hồ hạo đãng sơn miên liên, Ngũ tộc cộng hòa khai Nghiêu thiên, Ức vạn niên. | Trung Quốc hùng dũng đứng trong vũ trụ, Mở rộng tám hướng, Con cháu đến từ đỉnh Côn Luân. Sông hồ mênh mông, núi liên tục. Ngũ tộc cộng hòa dựng trời Nghiêu, Yên vạn năm. |

### Lời Đế quốc Trung Hoa (1916)
| Trung Quốc giản thể                                                                   | Hán Việt | Tiếng Việt |
| ------------------------------------------------------------------------------------- | --- | --- |
| 中國雄立宇宙間， 廓八埏， 華冑來從崑崙巔， 江湖浩蕩山綿連， 勳華揖讓開堯天， 億萬年。 | Trung Quốc hùng lập vũ trụ gian, Khuếch bát diên, Hoa trụ lai tòng Côn Luân điên, Giang hồ hạo đãng sơn miên liên Huân hoa ấp nhượng khai Nghiêu thiên, Ức vạn niên. | Trung Quốc hùng dũng đứng trong vũ trụ, Mở rộng tám hướng, Con cháu đến từ đỉnh Côn Luân. Sông hồ mênh mông, núi liên tục. Công dựng Sơn nhượng* dựng trời Nghiêu, Yên vạn năm. |

- Sơn nhượng (Chuyển giao): Nhường ngôi cho người hiền tài như thời Nghiêu và Thuấn.

### Lời bài hát trong thời Trung Hoa Dân Quốc (1916–1921)
| Trung Quốc giản thể                                                                   | Hán Việt | Tiếng Việt |
| ------------------------------------------------------------------------------------- | --- | --- |
| 中華雄立宇宙間， 萬萬年！ 保衛人民中不偏， 諸業發達江山固， 四海之內太平年， 萬萬年！ | Trung Hoa hùng lập vũ trụ gian, Vạn vạn niên! Bảo vệ nhân dân trung bất thiên, Chư nghiệp phát đạt, giang sơn cố, Tứ hải chi nội thái bình niên, Vạn vạn niên! | Trung Hoa hùng dũng đứng trong vũ trụ, Muôn muôn năm! Bảo vệ nhân dân, không thiên vị. Mọi nghề phát triển, đất nước mạnh. Thái bình thịnh trị trong bốn biển, Muôn muôn năm! |